# Bioaccumulatie

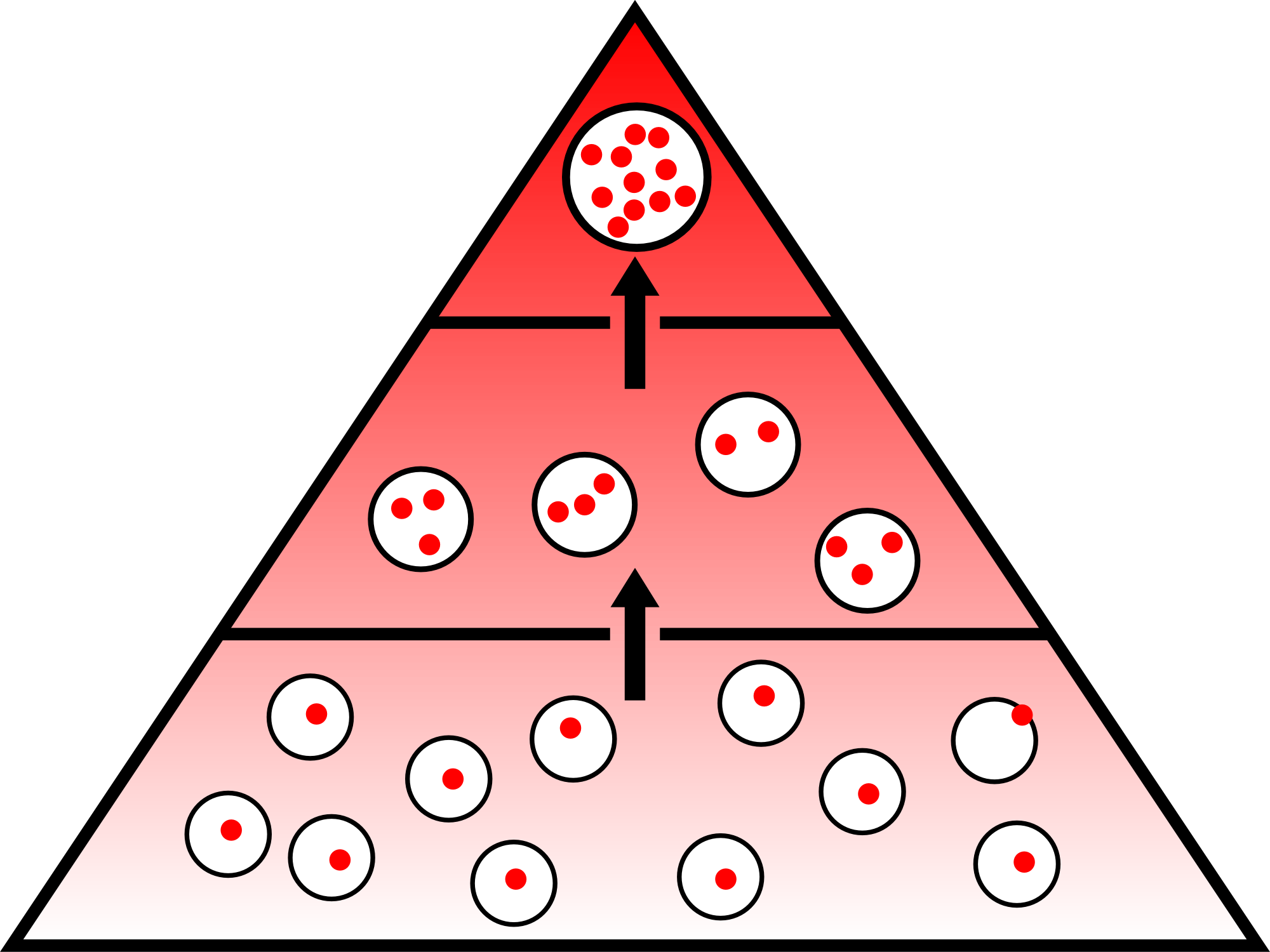
Bioaccumulatie in de voedselpiramide

Bioaccumulatie is de ophoping in organismen (planten, dieren of andere) van synthetische stoffen aanwezig in het milieu. 
Doorgaans wordt met bioaccumulatie het geheel van biomagnificatie en bioconcentratie bedoeld. Onder biomagnificatie wordt verstaan het ophopen van (giftige) stoffen in organismen door voedselopname. Onder bioconcentratie wordt uitsluitend verstaan het ophopen van een chemische stof in een organisme, door directe opname uit het omringende water, zoals bij dieren via de huid (percutaan) of de mond (oraal), bij planten via de wortels, bij korstmossen via het volledige thallus-oppervlak.
Bioaccumulatie in een organisme treedt op wanneer de snelheid waarmee een chemische stof wordt ingenomen groter is dan de snelheid waarmee de stof uit het organisme verdwijnt. Een dergelijke chemische stof kan in het lichaam worden geneutraliseerd door metabolisatie tot (een of meerdere) andere, lichaamseigen stoffen (metabolieten), of uit het lichaam worden verwijderd door uitscheiding via de nieren. 
Bij planten kunnen deze stoffen worden opgeslagen in vacuolen van cellen. Door afsterven van de organen (bijvoorbeeld bladeren) waar deze opslag plaatsvindt raakt de plant deze stoffen weer kwijt. 
Sommige stoffen worden slechts langzaam afgebroken; bij dergelijke substanties spreekt men van een lange biologische halveringstijd, of van een hoge persistentie. Ze hopen zich op in het weefsel van het organisme, en worden via verschillende voedselketens  doorgegeven aan het volgende organisme in de voedselpiramide, dat daardoor weer aan hogere concentraties worden blootgesteld, tot de organismen in de top van de piramide, meestal vleeseters, met de hoogste doses in hun lichaam. 
Om de mate waarin een stof in een organisme zich ophoopt (wordt geaccumuleerd) aan te duiden, gebruikt men de bioconcentratiefactor (BCF).
Vooral stoffen met een lipofiel (vetminnend) karakter kunnen zich in de lichaamsweefsels ophopen of bio-accumuleren. Hiervoor wordt de octanol-water-partitiecoëfficiënt gehanteerd: een stof met een hoge coëfficiënt heeft over het algemeen een grote neiging om zich in vet op te hopen (te accumuleren) en bijgevolg ook in lichaamsvet. Een klassiek voorbeeld is het insecticide DDT, dat zeer langzaam gemetaboliseerd wordt - de biologische halveringstijd van DDT wordt geschat op acht jaar, dat wil zeggen dat een dier na acht jaar nog maar de helft van de opgenomen hoeveelheid DDT heeft gemetaboliseerd - en dat in de voedselketen, vanaf het zoöplankton over vissen tot de visarend, 625-voudig aangereikt wordt.
In de Europese regelgeving omtrent gevaarlijke stoffen (REACH, definitief aangenomen door de Europese ministerraad op 18 december 2006, en van kracht vanaf 1 juni 2007, worden zorgwekkende persistente, synthetische organische stoffen ingedeeld als "PBT-stoffen of zPzB-stoffen". Deze stoffen kunnen aan een vergunningssysteem worden onderworpen, dat wil zeggen dat ze niet mogen gebruikt worden tenzij er uitdrukkelijk een vergunning voor verleend is.
- PBT-stoffen zijn persistente, bioaccumulerende én toxische stoffen;
- zPzB-stoffen zijn zeer persistente en sterk bioaccumulerende stoffen (ongeacht hun toxiciteit).